# Konrad Johannesson
Konrad Jonasson (Konnie) Johannesson  (Glenboro, 10 augustus 1896 - Winnipeg, 28 oktober 1968) was een Canadese ijshockeyspeler. Johannesson mocht met zijn ploeg de Winnipeg Falcons Canada vertegenwoordigen op de Olympische Zomerspelen 1920. Johannesson won tijdens deze spelen de gouden medaille. 